# Алмаз из Ботсваны (2024)
Алмаз из Ботсваны, найденный в 2024 году — временно не имеющий собственного названия второй по величине в мире из найденных соответствующего ювелирного качества необработанный алмаз весом 2492 карата (498,4 г). Алмаз был найден канадской компанией Lucara Diamond Corporation на руднике Карове на северо-востоке Ботсваны, о находке было объявлено 22 августа 2024 года.
Алмаз уступает по величине лишь крупнейшему неювелирному алмазу-карбонадо «Сержиу» массой 3167 карат (633,4 г) и историческому алмазу «Куллинан» массой 3106,75 карат (621,35 г). Находка была сделана при помощи специальной рентгеновской технологии, позволяющей заблаговременно выявлять в породе крупные алмазы, что предотвращает их разрушение на более мелкие камни при дальнейшей переработке породы.
Алмаз был продемонстрирован президенту Ботсваны Мокветси Масиси, реакция президента стала интернет-мемом.